# Маэл Фитрих мак Аэдо
Маэл Фитрих мак Аэдо (др.‑ирл. Máel Fithrich mac Áedo; погиб в 630) — король Айлеха (628—630) из рода Кенел Эогайн.

## Биография
Согласно трактату XII века «Banshenchas» («Об известных женщинах»), Маэл Фитрих был сыном правителя Айлеха и верховного короля Ирландии Аэда Уариднаха, скончавшегося в 612 году, и Дамнат, дочери Мурхада из Маг Луйрг (в современном графстве Роскоммон).
Маэл Фитрих мак Аэдо, принадлежавший к септу Кенел Майк Эрке, унаследовал престол Айлеха в 628 году после гибели своего родственника Суибне Заики из септа Кенел Ферадайг. По свидетельству трактата «Laud Synchronisms», Маэл Фитрих правил только два года. Уже в 630 году он погиб в сражении при Лейтирбе. Его победителем в ирландских анналах называется Эрнайна мак Фиахная, брата Суибне, который и стал новым правителем Айлеха.
Сын Маэл Фитриха мак Аэдо — Маэл Дуйн мак Маэл Фитрих — также как и его отец владел престолом Айлеха.